# ریس بیکلز-ریچاردز
ریس بیکلز-ریچاردز (انگلیسی: Reece Beckles-Richards؛ زادهٔ ۱۹ ژوئیهٔ ۱۹۹۵) بازیکن فوتبال اهل بریتانیا است.
از باشگاه‌هایی که در آن بازی کرده‌است می‌توان به باشگاه فوتبال هورنچورج، باشگاه فوتبال ووکینگ، باشگاه فوتبال آلدرشات تاون، باشگاه فوتبال فارن‌بورو، باشگاه فوتبال کینگستونیان، و باشگاه فوتبال هاستینگز یونایتد اشاره کرد.
وی همچنین در تیم ملی فوتبال آنتیگوا و باربودا بازی کرده‌است.